# Amtsgericht Wedding
Koordinaten: 52° 33′ 3″ N, 13° 22′ 32″ O
Das Amtsgericht Wedding (ⓘ) ist ein Amtsgericht im Berliner Ortsteil Gesundbrunnen, das allgemein zivilrechtlich für den Bezirk Reinickendorf und die zum Bezirk Mitte zählenden Ortsteile Gesundbrunnen und Wedding sowie als Zentrales Mahngericht für die Länder Berlin und Brandenburg zuständig ist. Darüber hinaus ist es das Europäische Mahngericht für Deutschland (§ 689 ZPO). Damit ist es, über die Zuständigkeit für das nationale deutsche Mahnverfahren hinaus (hierzu: nur Antragsteller aus Berlin und Brandenburg), auch zuständig für alle Antragsteller mit Wohnsitz in Deutschland, einen Antrag auf Erlass eines Europäischen Zahlungsbefehls betreffend.
Das Gerichtsgebäude steht unter Denkmalschutz.

## Lage
Das Gelände des Amtsgerichts umfasst eine Fläche von rund 4.800 m², grenzt im Westen an die Panke und liegt zwischen der Straße Brunnenplatz am gleichnamigen Platz (südöstlich) und der Orthstraße (nordwestlich). Südwestlich begrenzt die Schönstedtstraße und nordöstlich die Thurneysserstraße das Gelände des Gerichts. Das Bauwerk liegt mit seiner Hauptachse in Südwest-Nordost-Richtung.

## Geschichte der Einrichtung
Mit dem im deutschen Kaiserreich erlassenen Gesetz, betreffend die Gerichtsorganisation für Berlin und Umgebung vom 16. September 1899 wurden die Gerichte in Berlin neu organisiert. Neu gebildet wurde das Landgericht Berlin III und diesem nachgeordnet das Amtsgericht Wedding. Der Gerichtsbezirk setzte sich danach wie folgt zusammen:
- aus dem Stadtkreis Berlin der nördlich der Ringbahn (Nordring), westlich der Prenzlauer Allee gelegene Teil sowie
- aus dem Landkreis Niederbarnim die Amtsbezirke Dalldorf, Reinickendorf und Tegel[3]

Mit der Zusammenlegung der Berliner Landgerichte nach der Bildung von Groß-Berlin kam das Amtsgericht Wedding 1933 zum Landgericht Berlin.
Im 1987 neu erbauten Westflügel des Gerichts werden alle Mahnbescheide für den Zuständigkeitsbereich Berlin erstellt.

## Geschichte und Architektur des Gerichtsgebäudes

### Überblick
Der mehrflügelige, fünfgeschossige Bau des Amtsgerichts Wedding wurde von 1901 bis 1906 nach Plänen von Rudolf Mönnich und Paul Thoemer im Stil der Neogotik erbaut. Als Vorbild soll die Albrechtsburg in Meißen nach ihrem Aussehen des Jahres 1500 gedient haben. Das Gebäude bekam eine damals neuartige Unterkonstruktion aus Eisenbetonpfählen mit dreieckigem Querschnitt, die dem feuchten Baugrund geschuldet war. Die Straßenfront der Hauptflügel hat eine Länge von etwa 120 Metern. In den Ecken der linken und rechten Flügel seitlich des Portalbereiches befindet sich jeweils ein Treppenturm. Die gesamte Fassade wird von Vorhangbogenfenstern und Maßwerk bestimmt. Die Baukosten für das eigentliche Gerichtsgebäude einschließlich aller Nebengebäude betrugen rund 953.000 Mark.
Ursprünglich war noch ein spiegelbildlicher Erweiterungsbau entlang der Orthstraße geplant, aber nie realisiert.
Das Gebäude wurde im Zweiten Weltkrieg stark beschädigt, jedoch nach Kriegsende wiederhergestellt und 1957/1958 nach Entwürfen von Bruno Grimmek auf der Rückseite hinter dem rechten Seitenflügel erweitert. In den Jahren 1984–87 entstand noch ein Erweiterungsbau hinter dem linken Seitenflügel. Der gesamte Gebäudekomplex steht seit den 1980er Jahren unter Denkmalschutz.

### Außenbeschreibung

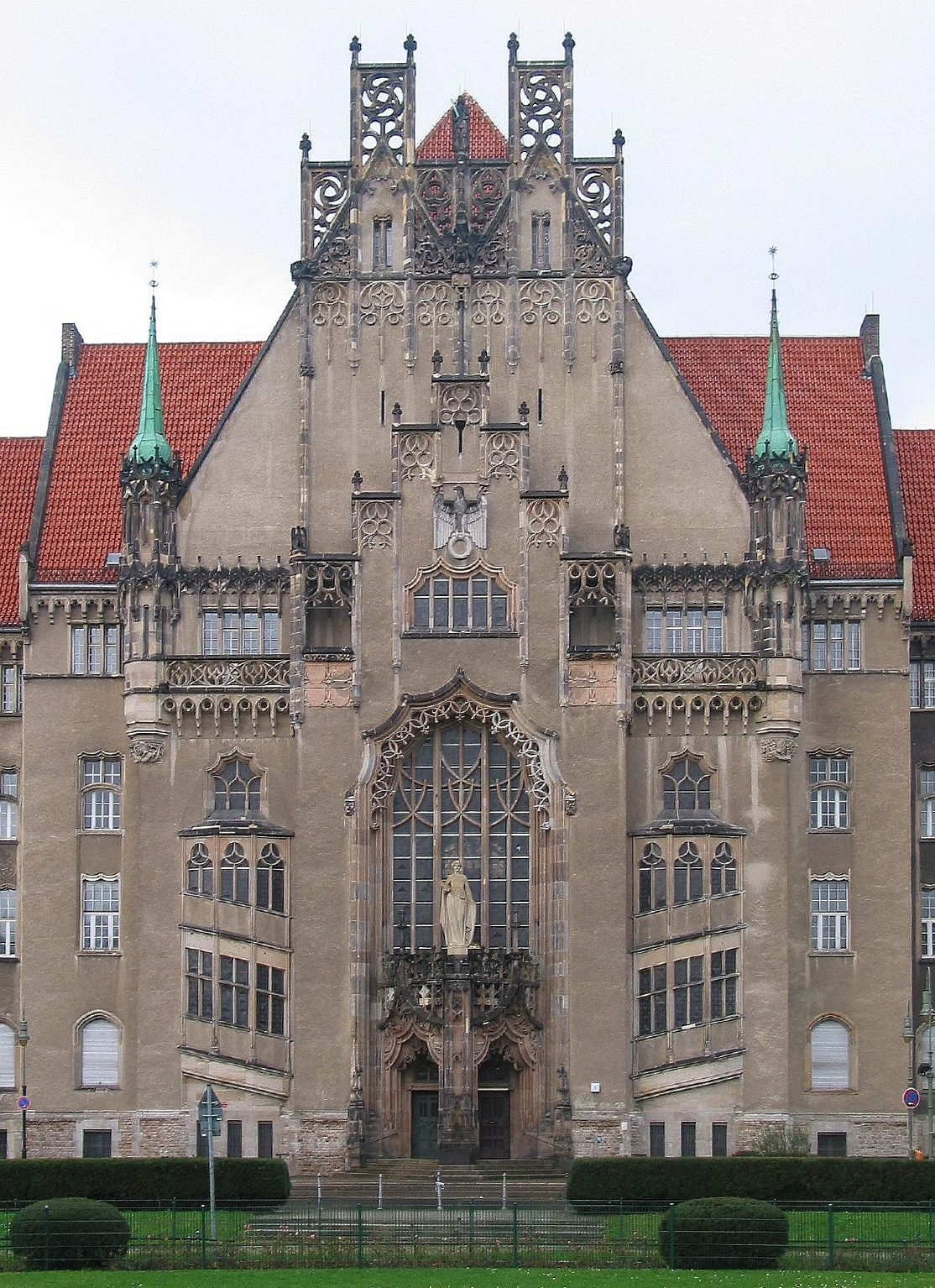
Hauptportal

Der Portalbereich ist mit Stufengiebeln, Erkern und Zinnen im neugotischen Baustil schmuckvoll ausgeführt und mit Reliefs und Spruchbändern versehen, die auf mittelalterliche Rechtsquellen wie den Sachsen-, den Schwabenspiegel und das kanonische Recht verweisen.  Auffallend sind die übergiebelten Mittel- und Eckrisalite sowie einige in senkrechten Bauecken ausgeführte Fialen. Über den von einem Vorbau witterungsgeschützten, bronze- und kupferbeschlagenen Eingangstüren mit Wappen, Greifen, Adlern oder Löwenköpfen, zu denen eine dreiteilige Freitreppe hinaufführt ist eine überlebensgroße allegorische Figur der Justitia aufgestellt, die jedoch weder Waage, noch Richtschwert in den Händen hält und auch keine verbundenen Augen hat, sondern die ein Gesetzbuch sowie ein Schild trägt. Die Skulptur stammt(e) aus der Werkstatt des Bildhauers Bernhard Hertel. Vandalen zerstörten die 3,10 Meter hohe Figur im Jahr 1988; 18 Jahre später, im Jahr 2006 ließ das Bezirksamt eine Replik aufstellen. Einen wesentlichen Teil der Neuanfertigung hatte die von der Firma Merk hinzugezogene Bildhauerin Renate Wiedemann übernommen. Als Vorlage diente der in der JVA Tegel aufbewahrte Torso der Statue.
Im Giebel des Portals wurde nach 1933 ein Reichsadler mit Hakenkreuz im Eichenkranz angebracht, der noch heute  – lediglich ohne Hakenkreuz – dort vorhanden ist.

### Innenbeschreibung

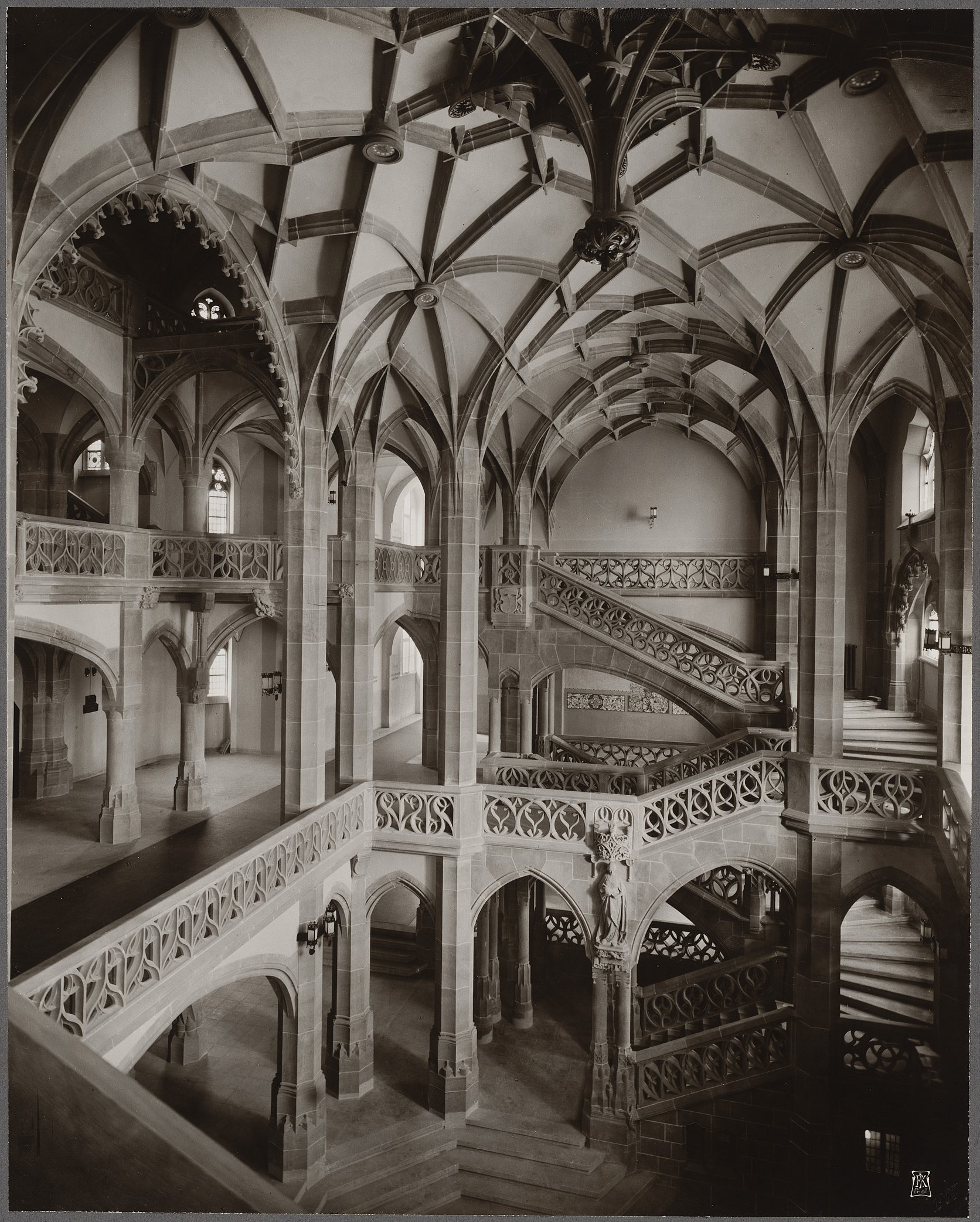
Treppenhaus, ca. 1906

Hinter der Schmuckfassade des Hauptportals befindet sich eine riesige Eingangshalle, deren Größe – nach Intention der Architekten – „den Sieg des Rechts über das Unrecht“ vermitteln soll. Daran schließt sich eine (ebenfalls) neogotisch ausgeführte monumentale Treppenanlage an, die dem Bau eine Ähnlichkeit mit gotischen Kathedralen verleiht. Sie wird von einem ausgedehnten Netzgewölbe mit abgehängten Schlusssteinen auf schlanken achteckigen Säulen getragen. Damit soll der Wappensaal der Meißner Burg nachgebildet worden sein.
Ornamental geschlagene massive Treppengeländer aus rotem Sandstein führen die Besucher in die verschiedenen Etagen; in einigen Ecken sind die Stufen wendeltreppenartig angeordnet.
Die Fenster sind kirchenähnlich in zwei Bahnen mit einer darüber befindlichen Fensterrose ausgeführt und die Scheiben mit Karomustern teilweise aquarellfarbig gestaltet.
An einigen Bogenflächen der Gewölbe prangen auch Figuren mit Bezug zum Thema Gericht/Justiz als Reliefs.